# Blu (artista)
Blu (Senigallia, 1º maggio 1980) è un artista italiano.

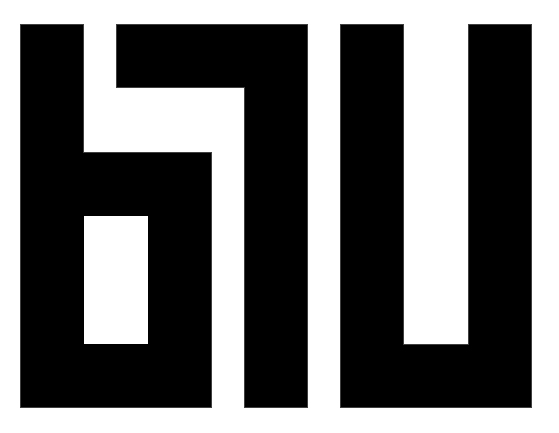
Il logo di Blu

Attivo sotto pseudonimo, nel 2011 il giornale quotidiano The Guardian l'ha segnalato come uno dei dieci migliori esponenti dell'arte di strada in circolazione.

## Biografia

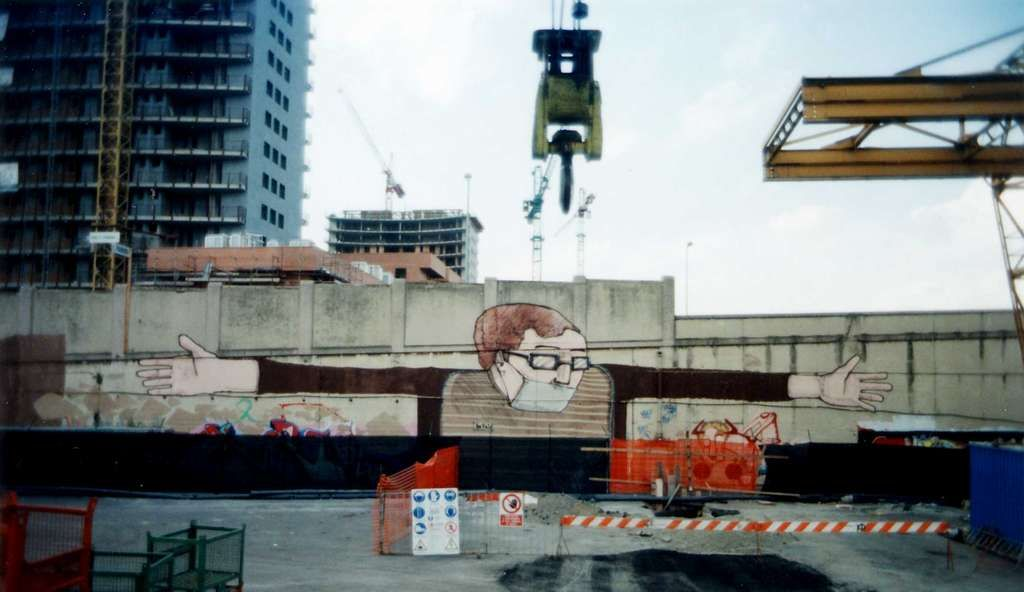
Blu: Ponte Stalingrado, Bologna, 2001

Blu, artista del quale non è pubblicamente conosciuto né il nome né la data di nascita, si ipotizza sia nato agli inizi degli anni '80 a Senigallia.
Blu ha incominciato a farsi conoscere a partire dal 1999 attraverso una serie di graffiti eseguiti a Bologna, nel centro storico, nelle zone adiacenti all'Accademia di Belle Arti, e in periferia, negli spazi occupati dal centro sociale Livello 57. I primi lavori, pur esprimendo elementi di originalità stilistica, erano ancora realizzati con la bomboletta spray, tipica del writing tradizionale. A partire dal 2001 le opere di Blu incominciano a essere eseguite con vernici a tempera e con l'uso di rulli montati su bastoni telescopici. Tale tecnica gli ha permesso di ingrandire la superficie pittorica. I soggetti sono figure di umanoidi dai connotati sarcastici o talvolta drammatici il cui immaginario sembra ispirarsi al mondo dei fumetti, e dei videogiochi arcade.
Sono dei primi anni le collaborazioni con artisti quali Run, Dem, Sweza ed Ericailcane, che affiancava le sue raffigurazioni del mondo animale ai soggetti umani dipinti da Blu.
Altro aspetto fondamentale che ha caratterizzato i suoi esordi è la prassi dell'azione pittorica, e alcune sperimentazioni di animazione digitale.
A partire dal 2004 si registrano alcune sporadiche partecipazioni a eventi e mostre in gallerie d'arte. Negli anni duemila e duemiladieci l'attività di Blu si internazionalizza, ma resta principalmente legata alla strada e alla fruizione gratuita e per tutti.
Tale posizione viene ribadita a marzo 2016 da Blu stesso che, insieme con altri artisti di strada, decide di cancellare tutte le proprie opere dai muri di Bologna realizzate in vent'anni di attività. Questa azione artistica e politica è messa in atto in segno di protesta contro la scelta della municipalità e della ONLUS capeggiata da Fabio Alberto Roversi Monaco e contro la "privatizzazione" e la mercificazione della creatività: alcune opere sono state prelevate dai luoghi degradati in cui sono state realizzate per esporle in una mostra convenzionale sulla street art a Palazzo Pepoli, talvolta contro il parere degli artisti e in contraddizione con la politica antidegrado cittadina.

## Opere

### America Latina
Nel 2005 partecipa insieme con Ericailcane e altri artisti sudamericani al festival Murales de Octubre, in cui dipinge El hombre banano nell'Avenida Bolívar (Managua, Nicaragua), dove preesistevano una serie di murales creati durante la rivoluzione sandinista da un collettivo di artisti provenienti dal Cile, Stati Uniti, Italia e Francia.
Nell'ottobre dell'anno successivo ritorna in America Latina per una tournée che include Città del Messico, Città del Guatemala, Managua, Nicaragua City, San José e Buenos Aires. Nel 2007 a San Paolo partecipa al festival A conquista do espaço, disegnando un murale in cui il Cristo Redentore di Rio de Janeiro è sommerso da una montagna di armi da fuoco.
Fra l'inverno del 2007 e la primavera del 2008 passa ancora due mesi a Buenos Aires, dedicandosi alla realizzazione del cortometraggio intitolato Muto, pubblicato su YouTube sotto licenza Creative Commons e vincitore del Grand Prix al Festival international du court métrage de Clermont-Ferrand del 2009. Il filmato mostra centinaia di disegni su muro che investono numerose strade di Buenos Aires.
Nell'autunno del 2009 è tornato in Sud America per un tour che lo ha visto impegnato a Bogotà nel festival Memoria Canalla, a Montevideo, di nuovo a Buenos Aires in Argentina e a Lima, dove ha dipinto un'intera facciata di un palazzo storico nell'Avenida Arenales, narrando la storia del continente Sud americano violata da conquistadores antichi e moderni.
Un lavoro realizzato in Argentina nel 2011, rappresentante una massa di persone rese cieche e mute da un'enorme bandiera argentina, è stato vandalizzato dopo una polemica sul significato politico dell'opera.

### Nord America
Negli Stati Uniti d'America è stato invitato dalla Deitch Gallery di New York a dipingere l'esterno della loro sede di Long Island.
Un suo lavoro è stato censurato e cancellato dal Museum of Contemporary Art (MOCA) di Los Angeles, che lo aveva commissionato per l'evento Art in the street.

### Palestina

Betlemme, 2007

Nel 2007 è invitato dal collettivo Santa's Ghetto all'edizione del 2007 in Palestina, assieme a un gruppo di artisti, fra i quali, Banksy, Mark Jenkins, Sam3, Ron English, Ericailcane, Swoon e Faile, per dipingere sulla barriera di separazione israeliana nei pressi di Betlemme. Sotto una torretta di avvistamento Blu dipinge un ragazzo che cerca di abbattere con un dito il muro stesso.

### Europa

#### Austria

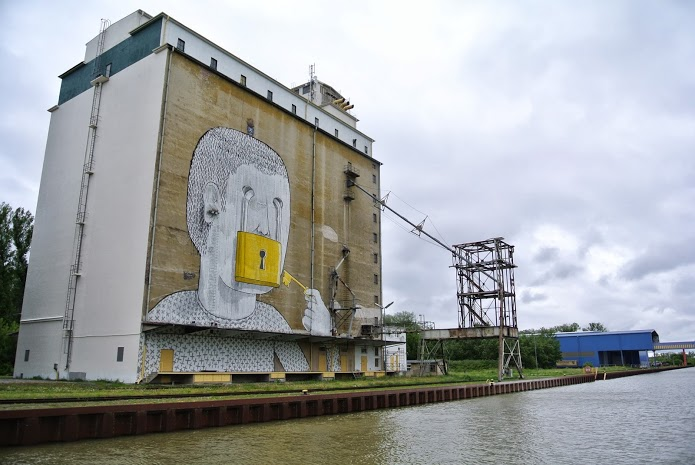
Vienna, 2010

Nel 2010 Blu è stato invitato a Vienna per creare un murale al porto Albern sul Danubio (distretto Simmering). L'opera d'arte ha commemorato la storia non raccontata dei lavoratori forzati, che hanno costruito il porto tra il 1939 e il 1942 durante il regime nazista. Il lavoro è stato distrutto nel 2013.

#### Danimarca
A 302 km da Copenaghen, chiamato dall'Århus Festuge, festival d'arte della città di Århus, in collaborazione con il centro galleristico Kunsthal Aarhus, per il progetto del 2008 "Icons for Now", crea un grande lavoro sul frontone di un palazzo
.

#### Germania
In Germania ha eseguito alcuni lavori a Berlino fra il 2006 e il 2009, in particolare nel quartiere di Kreuzberg, grazie alla partecipazione a varie edizioni dei festival Backjump e Planetprozess. Sempre in Germania, nel 2006 realizza una delle sue prime animazioni dipinte direttamente sulle pareti, tecnica in seguito adottata di frequente.

#### Inghilterra
A Londra, nel 2007 ha realizzato graffiti a Camden Town e a Willow Street, presso la ex sede di Pictures on Walls, e ha tenuto una mostra presso la Galleria Lazarides con Ericailcane. L'estate successiva la Tate Modern dedica una intera mostra al fenomeno della street art e invita Blu assieme a Faile e altri artisti a dipingere una porzione della facciata esterna del museo.

#### Italia
Sono molti i lavori di Blu realizzati a Bologna ai centri sociali come l'XM24 in via Fioravanti o l'ex capannone del Crash! in via Marco Polo. Nel 2016 l'artista, per protesta contro la mostra bolognese "Street Art – Banksy & Co", ha deciso di cancellare tutte le sue opere presenti nella città di Bologna.
Nel 2007 il collettivo FREeSHOUT in collaborazione con il comune di Prato commissiona all'artista il murale Evolution, un grande graffito nei pressi della stazione Prato Porta al Serraglio che rappresenta la teoria dell'evoluzione, con una sottile ironia in chiave critica nei confronti dell'essere umano (presente anche in altri lavori). Sempre nel 2007 la Fabbrica Borroni a Bollate commissiona a Blu il murale "Senza titolo" in concomitanza di una mostra d'arte contemporanea; allo stesso anno, risalirebbe l'opera presente al collettivo "Kollatino Underground", in via Georges Sorel (XXII quartiere di Roma, il Collatino); si ricordano inoltre la facciata del Padiglione d'arte contemporanea di Milano, realizzata nel 2008, gli interventi all'Università degli Studi di Milano-Bicocca e alla stazione di Lambrate nel 2008 e 2009, a Firenze su una casa in via della Certosa, il Silo del porto di Ancona nel 2008 per il festival Pop Up. Blu ha poi partecipato a tre edizioni dello Spinafestival a Comacchio (2005, 2006, 2007), a due edizioni del Fame Festival a Grottaglie (2008, 2009) nella cui ultima edizione ha realizzato una video-animazione con l'artista newyorchese David Ellis e ad alcune partecipazioni al festival Icone di Modena. Nella città di Grosseto, sul muro di un edificio scolastico, l'artista ha realizzato nel 2004 un grande murale dal titolo World Wide Trap, che ritrae una schiera di decine di persone identiche, apatiche e collegate da cavi, a simboleggiare la manipolazione e l'omologazione da parte di Internet.
Nel 2013 incomincia una delle sue opere più grandi a Roma, dipingendo due facciate intere di un edificio occupato a via del porto fluviale (CSOA fronte del porto) nel quartiere Ostiense, che ospita un fervente rilancio del quartiere che parte anche dalla street art. Sempre nella capitale, l'anno prima (2012) porta a termine una sua opera nell'ex cinodromo di Ponte Marconi sulla malapolitica.
Nel giugno 2015 a Lecce, ha decorato l'intera facciata del Binario 68 occupato, in via Dalmazio Birago. All'inizio del 2016 è a Napoli e realizza l'enorme "il gigante verde" sulla facciata dell'ex OPG di via Imbriani a Materdei; il murale è composto da quattro personaggi, uno internato con le catene spezzate (il gigante verde protagonista dell'opera e realizzato in primo piano), un uomo rosso con la camicia di forza, un pirata sorridente ed una figura rosa, dipinta dietro le altre. In Sicilia, tra maggio e giugno 2016 – si tratta di un ritorno dato che già nel 2013 aveva completato un altro suo lavoro nell'ex Teatro Pinelli di Messina, subito vandalizzato e altri tre graffiti nel libero consorzio comunale di Caltanissetta, a Niscemi, aderendo alle proteste del movimento NoMUOS – ha realizzato un grande murale rettangolare sulla facciata laterale di un condominio a Librino, quartiere periferico e degradato di Catania, raffigurante un'eruzione dell'Etna come metafora della rivalsa culturale su malaffare e cattiva politica, nell'ambito del progetto "Sky Line Distreet" del collettivo Res Pubblica Temporanea.
Ha inoltre realizzato quattro opere importanti (2011 – in parte vandalizzato –, 2015, 2017 nel quartiere San Giovanni, e nel 2019 in centro) a Campobasso per il progetto "Draw the line", e nuovamente a Roma, uno dei luoghi prediletti dall'artista: un'opera è stata realizzata esternamente al Museo dell'Altro e dell'Altrove di Metropoliz (MAAM) (un murales di metri 20x8), un'altra al XXX quartiere di San Basilio (2014), la facciata di un palazzo a Rebibbia (2015) e in via Prenestina (2017) – nei pressi dell'ex Snia – per il "Progetto Mammut", le imponenti pareti dell'ex questura del Quarticciolo (Municipio Roma V) e di Ponte Mammolo (nel 2018).
Nel maggio 2022 viene assolto dal tribunale di Torino per insussitenza del fatto dall'accusa di deturpamento e imbrattamento di cose altrui (art. 639 c.p.) per aver realizzato un murales su un cavalcavia della statale 24 che rappresentava un treno fagocitato da un serpente, e conteneva un’esplicita critica alla Tav. Decisiva è stata la testimonianza del critico Tomaso Montanari.

#### Polonia
In Polonia Blu ha realizzato lavori a Breslavia e a Danzica nel 2008.

#### Portogallo
A Lisbona dipinge nel 2010 un grande murale di due intere facciate di un palazzo in collaborazione con gli Os Gêmeos, dopo il disastro ambientale della marea nera nel Golfo del Messico.

#### Repubblica Ceca
Nel 2008 partecipa a Praga al Names festival dove realizza un graffito intitolato The Gaza Strip, in cui carri armati e bulldozer si inseguono lungo il nastro di Möbius.

#### Serbia
Blu ha dipinto a Belgrado nel 2009.

#### Spagna
A Saragozza, partecipando al Festival Segundo Asalto, realizza un minotauro che raccoglie un essere umano. Alcuni lavori sono stati eseguiti anche a Valencia, a Linares, a Madrid e a Barcellona, dove ha preso parte al festival The Influencers dipingendo un minaccioso squalo completamente rivestito di euro.

## Galleria d'immagini

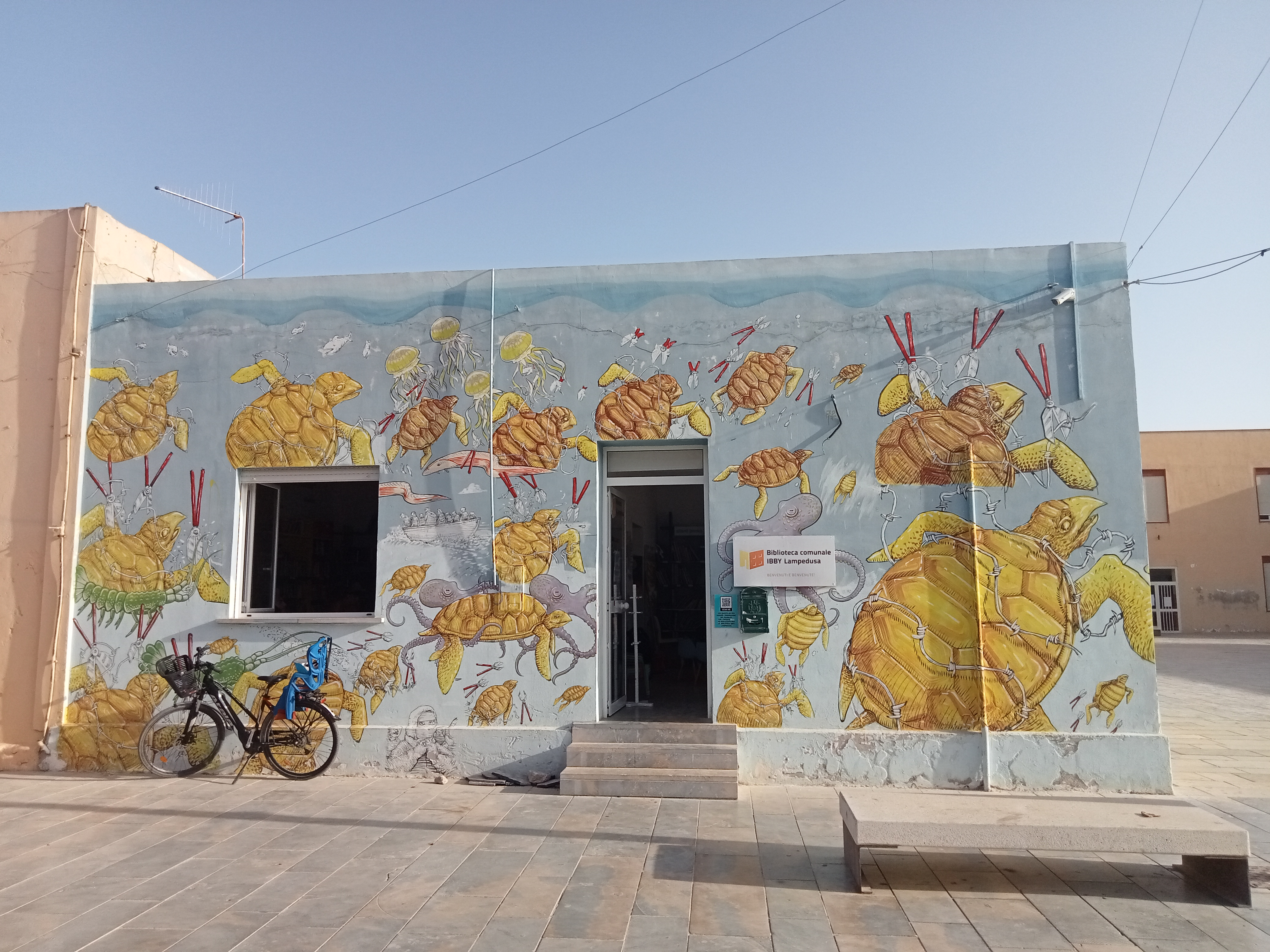
Opera sulla facciata della Biblioteca IBBY di Lampedusa, in Italia
Opera sul muro di separazione di Betlemme, in Palestina
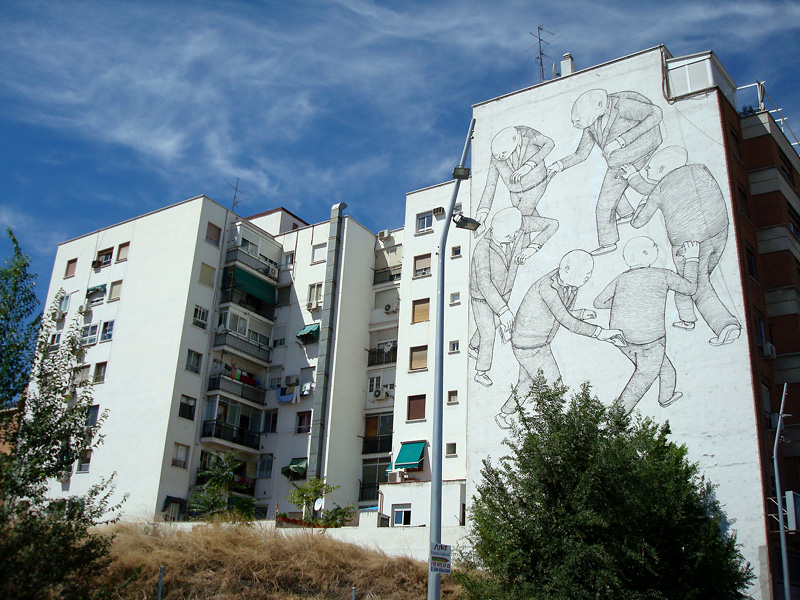
Opera in viale del Manzanares a Madrid, in Spagna
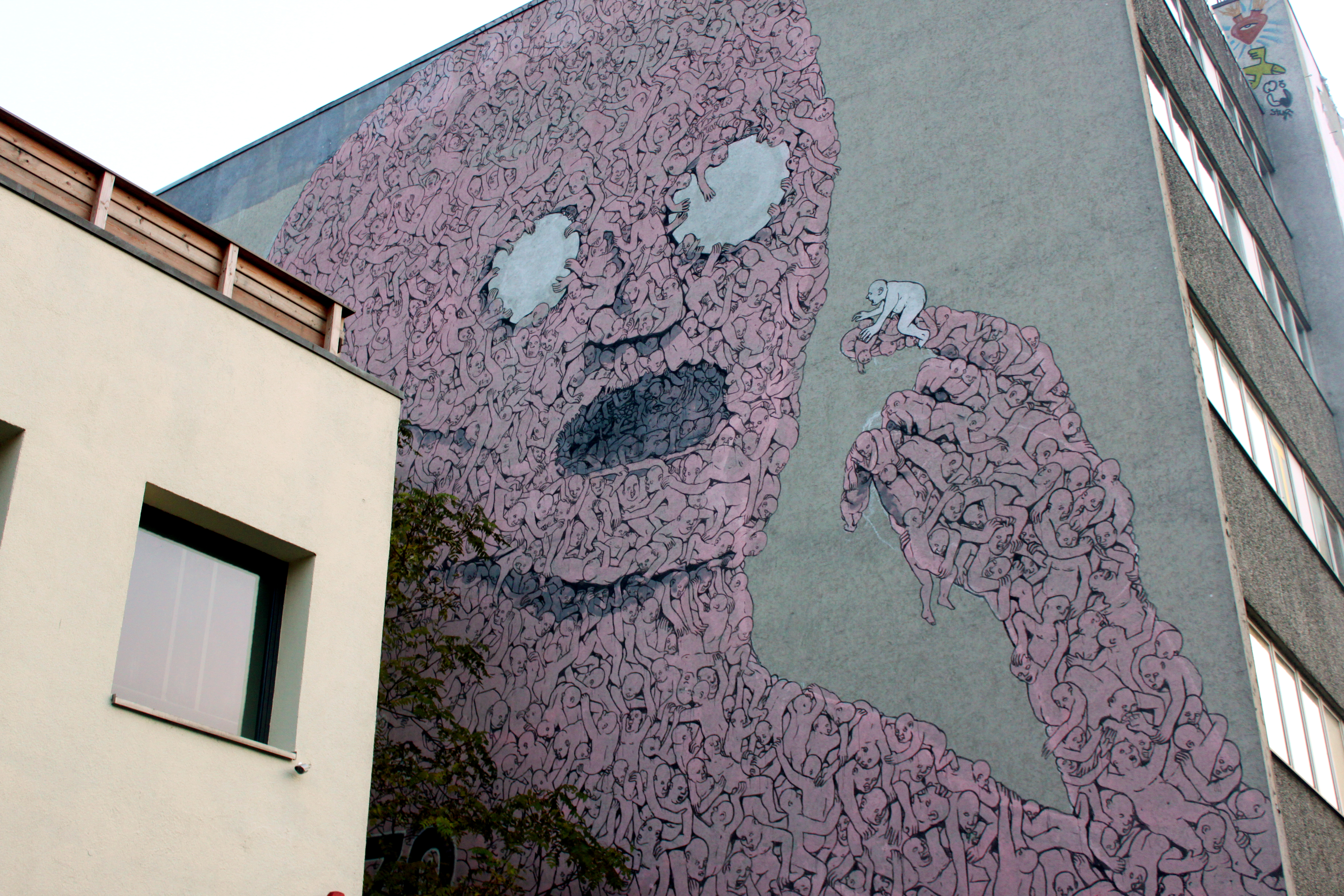
Opera nel quartiere Kreuzberg di Berlino, in Germania

## Principali mostre
- 2009 - Memoria Canalla, Bogota.
- 2008, 2009 - Fame Festival, Grottaglie, Taranto.
- 2008 - Street Art, Tate Modern, Londra.
- 2008 - Influencers, Barcellona.
- 2007 - Santa's ghetto, Bethlehem, Palestina.
- 2007 - Super Fluo, Lazarides Gallery, Londra.
- 2007 - BackJump Live Issue#3, Kunstraum Kreuzberg/Bethanien, Berlino.
- 2007 - Walls Around, Galleria Artericambi, Verona.
- 2007 - Street Art Sweet Art, Padiglione Arte Contemporanea, Milano.
- 2007 - Il grande disegno, Fabbrica Borroni, Bollate.
- 2007 - A Conquista do Espaço, San Paolo.
- 2005 - Murales de Octubre, Managua.
- 2005, 2006, 2007 - Spinafestival, Comacchio.

## Video
- 2010 Big Bang Big Boom, animazione su muro, 9'55", 2010.
- 2009 Morphing, animazione su muro, luogo: Danzica.
- 2009 Combo, (con David Ellis) animazione su muro, Fame festival, Grottaglie, 2009.
- 2008 Muto, animazione su muro, musiche di Andrea Martignoni.
- 2007 Walking, animazione su muro.
- 2007 Letter A, animazione su muro.
- 2007 La quiete, animazione digitale, musiche: La Quiete "Sulla differenza fra un sorriso e una risata".
- 2007 1, 2, 3, ecc, ; Connections, animazione digitale, 10”.
- 2007 Fantoche; animazione su muro, luogo: Baden, poi inclusa in “Muto”.
- 2006 Ffwd, animazione digitale, musiche: irr.app.(ext.).
- 2006 Fino, animazione digitale, musiche: Andrea Martignoni.
- 2005 Child, animazione digitale, 3'27", musiche: Maledetto.
- 2001 OK NO, animazione digitale, 3'44", musiche: Foia and Maledetto.

## Edizioni
- Blu (2018), Minima muralia, Zooo Print & Press.
- Blu (2008), Blu 2004-2007, Studio Cromie.
- Blu (2006), Nulla, Zooo Print & Press.
- Blu/Ericailcane (2005), 25 disegni, Modo Infoshop/Inguine/Donnabavosa.